# Staraja Ladoga
Staraja Ladoga (russisk: Ста́рая Ла́дога, tr. Stáraja Ládoga; dansk: ~ gamle Ladoga eller Aldeigjuborg i de nordiske kilder) er en by i Volkhov rajon i Leningrad oblast i Rusland med 2.012(2010) indbyggere. Staraja Ladoga ligger ved Volkhovfloden ved Ladoga ca. 100 km øst for Skt. Petersborg.
Byen var en velstående handelsplads fra ca. 760 og i 800-tallet. Flere folkegrupper boede i byen, der domineredes af væringerne.[kilde mangler].
I 1703 lod Peter den store Novaja Ladoga (dansk: ~ nye Ladoga) opføre nærmere søen.